# Perspective Moskovski
La perspective Moskovski ou avenue Moskovski (russe : Моско́вский проспе́кт, Moskovski prospekt) est une avenue longue de dix kilomètres située à Saint-Pétersbourg, en Russie. Elle porte le nom de Moscou, ville en direction de laquelle elle conduit.

## Situation
Elle commence à partir de la place Sennaïa et de la rue Sadovaïa au nord, et s'étend en direction du sud en traversant la Fontanka sur le pont Oboukhov, la perspective Zagorodni, le canal Obvodny et l'avenue Ligovski. Elle se poursuit par la place de Moscou puis par celle de la Victoire, où elle se divise en la route de Poulkovo au sud et l'autoroute de Moscou en direction du sud-est. La perspective coïncide avec le méridien de l'observatoire de Poulkovo.

## Histoire
La perspective a commencé à se développer comme une partie de la principale route qui relie la ville avec Moscou et les provinces du sud. Le nom d'origine de la perspective était Tsarskoselskaïa Doroga (« route de Tsarskoïe Selo »), car elle conduisait à des propriétés impériales à Tsarskoïe Selo. Dans les années 1770, des jalons de marbre ont été installés le long du chemin, dont beaucoup ont survécu à ce jour. Après la guerre russo-turque de 1877-1878, la perspective a été renommée Zabalkanski (c'est-à-dire, « Transbalkanien »), pour commémorer la mémoire de la traversée des Balkans par l'armée russe.

## Site et monuments
Parmi les bâtiments historiques, on trouve l'Institut de Technologie d'État de Saint-Pétersbourg, le nouveau couvent Smolny avec le cimetière de Novodievitchi. À l'intersection avec l'avenue Ligovski se trouve le caractéristique arc de triomphe de Moscou conçu par Vassili Stasov et construit entre 1834 et 1838 pour commémorer la victoire lors de la guerre russo-turque de 1828-1829. 
Une partie de la perspective longe à l'ouest le parc de la Victoire, créé en commémoration de la victoire russe lors de la Seconde Guerre mondiale. De l'autre côté de l'avenue, s'élève le monument à l'écrivain Nikolaï Tchernychevski (1828-1889), orné de sa statue en pied, au centre de la place du même nom. L'axe formé par la place est fermé à l'ouest par l'hôtel Rossia. Un peu plus au sud, s'élève le bâtiment construit en 1998 pour la Bibliothèque nationale de Russie.
Le tronçon sud de la perspective montre un ensemble de bâtiments construits dans le style stalinien dans les années 1930-1950. L'un des bâtiments les plus remarquables d'entre eux est la maison des Soviets (1941), qui était un bastion militaire et un poste de commandement pendant le siège de Leningrad lors de la Seconde Guerre mondiale.

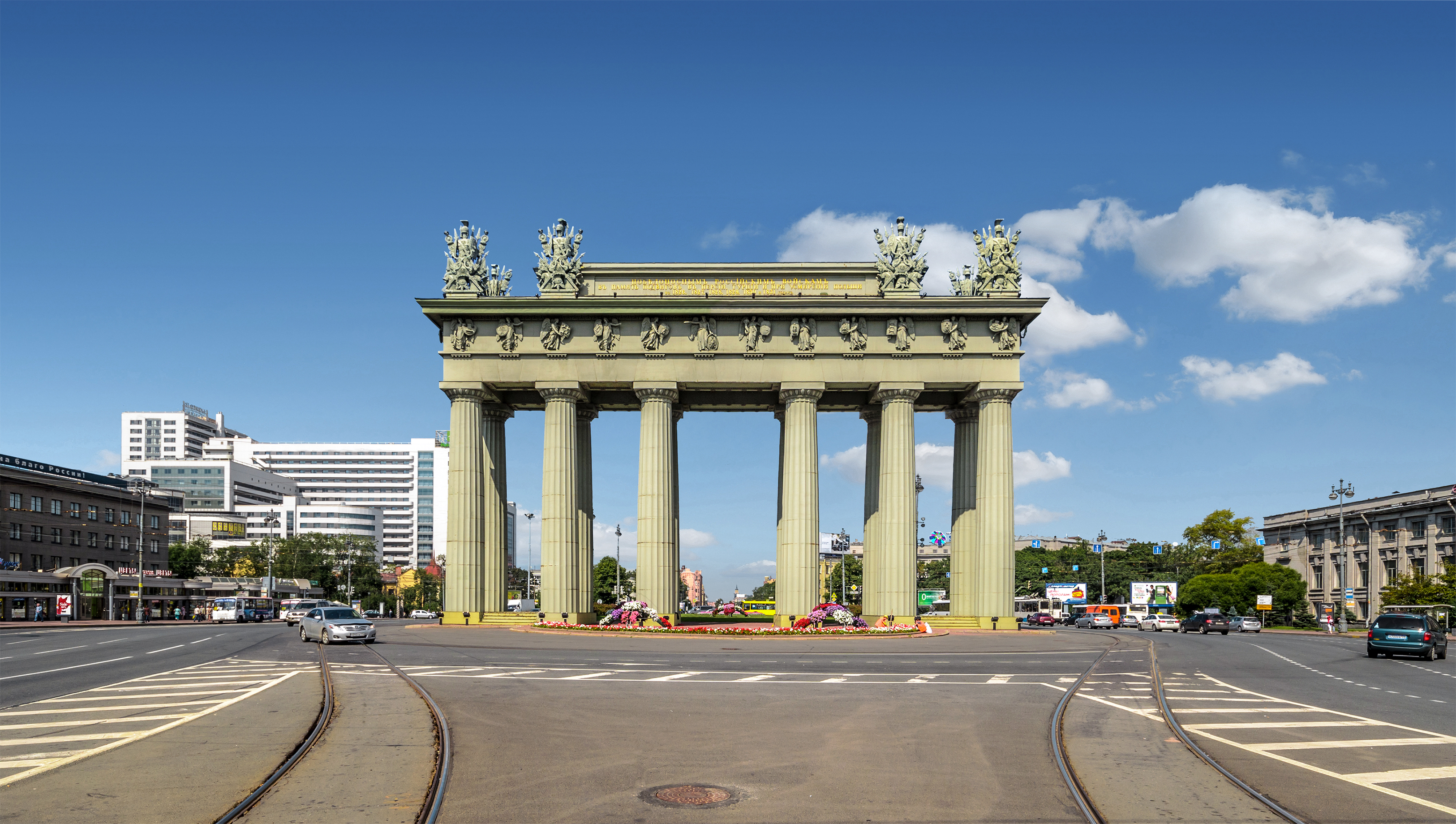
Arc de triomphe de Moscou.
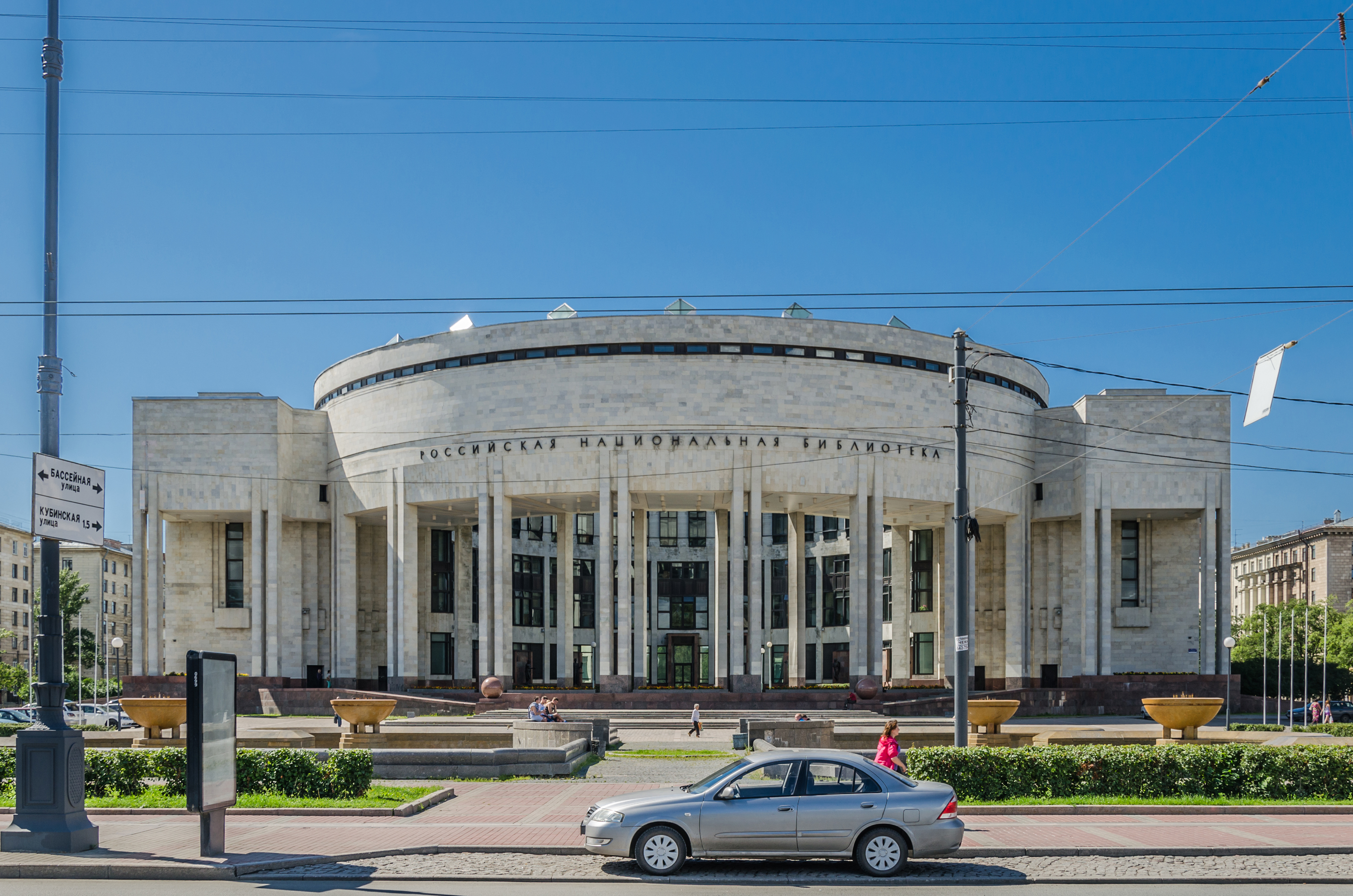
Nouveau bâtiment de la Bibliothèque nationale de Russie.